# Diadema

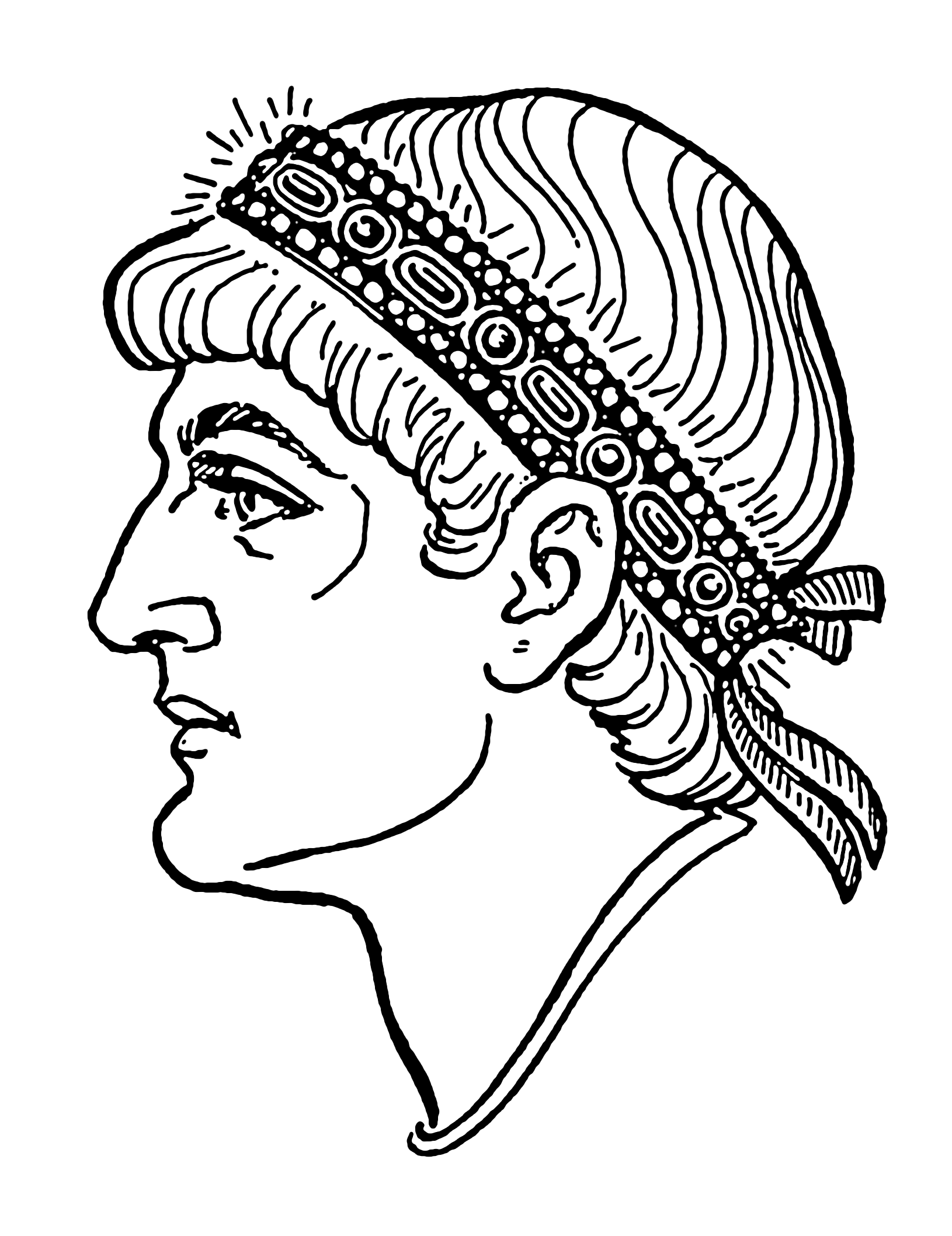
Esempio stilizzato di diadema

Il diadema è un ornamento del capo, utilizzato nell'antichità dai nobili per rimarcare la loro dignità ma soprattutto  dai monarchi achemenidi ed ellenistici e dagli imperatori romani  quale simbolo di sovranità. Veniva portato anche dai sacerdoti preposti al culto di determinate divinità e dagli atleti vittoriosi nelle gare sportive.
Gli esemplari più antichi provengono dall'Egitto e dal mondo egeo. In Italia uno dei più antichi e rari esempi, appartenente all'epoca del Bronzo Medio (XVII-XVI sec. A.C.), è stato rinvenuto presso le Palafitte di Ledro (TN).
Il termine deriva dal greco διάδημα (leggi diàdema) e dal latino diadema, col significato di "oggetto che cinge" (sottinteso "la testa").

## Caratteristiche e funzioni del diadema regale
Il diadema di per sé è una fascia di tessuto che cinge la fronte utilizzata quale segno ornamentale e distintivo di colui che la indossava, originariamente destinata alle donne e ai sacerdoti. La fascia di stoffa poteva tuttavia risultare finemente impreziosita da inserti in oro e pietre preziose, sino a mutare il proprio aspetto in un vero e proprio oggetto di oreficeria: un cerchio di metallo che cinge la fronte.
Nelle aree di epoca ellenistica venne adottato dai monarchi in sostituzione della corona regia risultando quest'ultima un simbolo particolarmente inviso ad un ambiente culturale ancora fortemente improntato sui principi di libertà e la democrazia. Analogamente accadde per gli imperatori di Roma, dove la corona del re risultava un simbolo tabù sin dalla cacciata di Tarquinio il Superbo. A tale proposito si può ricordare che uno dei motivi addotti per giustificare l'assassinio di Giulio Cesare vi fu la sua presunta intenzione di rendersi re e di indossare la corona.
Un aspetto con cui il diadema si differenzia dalla corona, proprio in virtù della natura dell'oggetto appena esposta, sta nel fatto che in esso non viene percepita la presenza del potere sovrano, né tantomeno la necessità di trasmettere l'oggetto tra successori per segnalare l'assunzione del potere. Spesso infatti gli imperatori romani e bizantini ricevevano quale primo diadema, al momento dell'acclamazione da parte delle truppe, semplici collari o monili tra quelli indossati dai soldati, al solo scopo di permettere la facile individuazione del nuovo sovrano. Fu molto usato nel IV sec.d.c. da Costantino in poi. In occidente cadde in disuso dopo il crollo dell'impero romano d'occidente, i re dei regni romano-barbarici  - a partire da un certo periodo- preferirono usare corone d'oro smaltate di pietre preziose per le occasioni importanti, in oriente rimarrà in voga fino al VI secolo seppure modificando man mano la sua foggia e la sua forma.

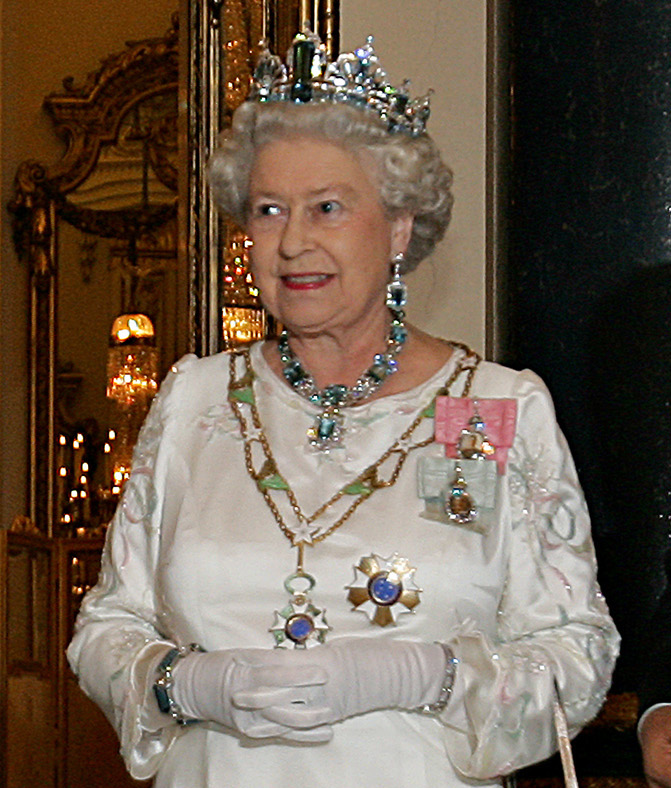
La regina Elisabetta II del Regno Unito mentre indossa un diadema (o tiara)

Al giorno d'oggi il diadema continua a rimanere un ornamento femminile utilizzato negli eventi mondani.